# Santa Justina (Donatello)
Santa Justina de Donatello es una de las estatuas de bronce en bulto redondo que decoran el altar de San Antonio de Padua en la basílica del Santo en Padua. Mide 153 cm de altura y se remonta a los años 1446-1453.

## Historia
La obra forma parte de las siete estatuas en bulto redondo que decoran el altar que se realizó durante la estancia en Padua del gran escultor florentino.
La estatua se fundió con la técnica de la cera perdida entre la segunda mitad del 1446 y la salida del artista de Padua, en 1453. Las obras fueron retocadas durante mucho tiempo, más allá de la salida de Donatello: se  tiene noticia de que fue hasta el 1477.
Ya que la estructura arquitectónica original fue destruida hacia finales del siglo XVI, la versión que hoy se ve es una reconstrucción controvertida del arquitecto Camillo Boito del 1895.
Los santos dispuestos en torno al trono de la Madonna con el Niño formaban así un tipo de Sagrada conversación escultural, en el precioso material del bronce.

## Descripción
Santa Justina, mártir y protectora de Padua está retratada de pie y hace pendant con el otro protector de la ciudad, san Daniel. Ambas estatuas tienen un brazo extendido con la palma abierta, la derecha para Daniele y la izquierda para Justina. Pero si en el altar original sus manos debían señalar a la Madonna con el Niño en el centro, en la reconstrucción de Boito éstas han sido usadas para señalar hacia el exterior, especialmente a las dos estatuas de obispos (San Ludovico y San Prosdocimo) colocadas en los extremos en un nivel inferior.
Santa Justina es retratada como una joven con corona y con joyas que penden de sus cabellos. En la mano sujeta la palmera del martirio y a diferencia del San Daniel, su traje está recogido a la altura de los lados en pliegues vibrantes y descompuestos, en vez de caer recto hacia abajo casi sin pliegues. El efecto es de mayor ligereza que se adapta de este modo a la figura de la santa.
Esta obra, como un poco todas las demás estatuas de bulto redondo de altar, no está caracterizada por una expresividad tensa como sucede en cambio en otras obras maestras del artista entre las cuales se encuentra el Crucifijo que está a su lado, realizado algún año antes.